# American journal of cardiovascular drugs
American journal of cardiovascular drugs is een internationaal peer-reviewed wetenschappelijk tijdschrift op het gebied van de cardiologie.